# Adélia Josefina de Castro Fonseca
Adélia Josefina de Castro Fonseca (Salvador, 24 de novembre de 1827—Rio de Janeiro, 9 de desembre de 1920) fou una poeta brasilera.
Era filla de Justiniano de Castro Rebello i Adriana de Castro Rebello, i es casà amb l'almirall Inácio Joaquim da Fonseca.
Publicava els seus poemes en diaris i llibres, i fou assídua col·laboradora de l'Almanac de lembranças lusitanobrasiler.
Cap al final de la seua vida, ingressa al convent de Santa Teresa, a Rio de Janeiro, i adopta el nom de mare Maria José de Jesús.

## Obres
- Echos de minha alma: poesias. Dedicada a S. M. Imperatriz. Bahia, ix, 208 pp. 1865 en línea